# Афанасий (Пузына)
Епископ Афанасий (в миру князь Александр Юрьевич Пузына; ум. 25 декабря 1650) — епископ Киевской митрополии в составе Константинопольского патриархата, епископ Луцкий и Острожский.

## Биография
Происходил из западнорусского шляхетского рода Пузыней.
В конце 1632 года волынской православной шляхтой избран епископом Луцким и Острожским.
15 марта 1633 года король Владислав IV передал Афанасию Жидичинскую архимандритию, 18 марта подтвердил избрание его епископом.
Это был период усиленного наступления (на Украине) католической Церкви на Православие. Униатский епископ Мефодий на территории Луцкой епархии опечатал все православные церкви и выдворил из своих жилищ всё православное духовенство.
Епископ Афанасий вёл усиленную борьбу с иезуитами. Он вместе с митрополитом Петром (Могилой) протестовал на сейме против бесправия православного духовенства, но протесты их не оказали должного воздействия. Тогда епископ Афанасий решил вопрос с помощью мирян-пасомых, которые явочным порядком, но без насилий, вошли в свои храмы и удалили из города всех униатских клириков.
12 октября 1647 года преосвященный Афанасий уволен на покой.
Весной 1648 года, по некоторым данным, поддержал восстание под предводительством Богдана Хмельницкого.
Скончался 25 декабря 1650 года.